# Zvonící meče
Zvonící meče je česká filmová pohádka z roku 2000 režírovaná Miroslavem Sobotou. Jedná se o volné pokračování pohádky Zkřížené meče.

## Děj
Hrabě Vilém ze Salmu se rozhodne že navštíví svoji dceru Alexandru na královském hradě. Mezitím se vévoda Gaston domlouvá s kouzelníkem Otónem na pomoci. Nejprve Otón vévodovi Gastonovi změní podobu.
Po příjezdu Krištofa na své panství za ním přijde Agnes, dcera vévody Gastona, která prosí o svolení poklonit se v hrobce své matce. Krištof ji do hrobky doprovodí. V hrobce čeká Petr, syn vévody Gastona, který na Krištofa zaútočí. V okamžiku, kdy za Krištofem přijede Valentin, aby ho pozval na královský hrad, protože přijede hrabě Vilém ze Salmu, ho Petr zraní. Agnes doprovodí zraněného Krištofa do jeho komnaty a pečuje o něj.
Petr je jako zajatec odveden na královský hrad, kde je králem souzen. Má svést cvičný souboj s Valentinem a když vyhraje, bude bez trestu, když prohraje, bude sloužit vítězi tak dlouho, jak dlouho vítěz uzná za vhodné. Alexandra požádá krále, aby mohla s Petrem bojovat místo Valentina, ten jí po shodě s jejím otcem vyhoví, protože to nebude opravdový souboj. Pro Petra je ponižující bojovat se ženou. Petr s Alexandrou prohraje.
Lesní žena Maruna vyčetla z kouzelných fazolí, že rodině hraběte Viléma hrozí nebezpečí, a vydává se je varovat. Na zámek ale dorazí pozdě, vidí pouze odjíždět Helenku.
Otón mezitím v jeskyni dokončil proměnu vzhledu vévody Gastona a připravuje kouzlo ubližující těm, kteří vévodovi Gastonovi překazili plány. Za tři kapky krve je uvaleno zlo na Krištofa, Alexandru a Valentina. Před uskutečněním kouzla ho kouzelník Otón varuje, že láska kouzlo obrátí proti němu samotnému. Alexandra je kouzlem unesena do jeskyně kouzelníka Otóna hned poté, co vyhraje v souboji s Petrem. V jeskyni se seznamuje s Otónovým sluhou Alíkem, kterého učí šermovat.
Lupiči zastaví Helenčin kočár a Helenku unesou do Otónovy jeskyně. Kouzelník Otón si Helenku splete s její matkou, protože jí je podobná a osloví jí jménem Karolína. Helenka mu odvětí, že se ona je Helena ze Salmu. To uslyší Alík, který o sobě ví to, že je hraběcí syn ze Salmu. Helenka se setkává se zajatou Alexandrou.
Princ Valentin a hrabě Vilém s rozhodnou Alexandru najít. Jede s nimi i Petr, který prohrál v souboji. Nejprve jdou za lesní ženou Marunou, která jim dá kouzelné světélko, které je odvede za Alexandrou. Kdo si světélko dá pod čepici, stane se neviditelným. Lesní žena Maruna hraběti Vilémovi řekne, že Helenku mají hledat na stejném místě jako Alexandru.
Lupiči přepadnou prince Valentina, hraběte Viléma a Petra. Petr si rychle dá pod čepici světélko a stane se neviditelným. Velitel lupičů se diví, kam zmizel jejich třetí společník. Princ Valentin ve veliteli lupičů poznává Huga, velitele bývalého vojska vévody Gastona. Neviditelný Petr odvede koně a mezitím, co Valentin a Vilém bojují s lupiči, Petr prohledává jeskyni kouzelníka Otóna. Jeho hlas promluví k Helence, která mu slíbí, že si ho vezme, když je vysvobodí.
Petr se vydává na pomoc Valentinovi a Vilémovi, kteří byli mezitím přemoženi Hugovou bandou. V bandě vyvolá rozbroje a Valentinovi a Vilémovi pomůže zbavit se pout a přinese jim meče. V jeskyni Otón prosí Alíka, aby mu dal měsíční kapky, Alík je ale vyleje na zem, zesláblému čaroději tak mohou Alexandra, Helenka i Alík utéct. Když vyjdou před Otónovu jeskyni a uvidí souboj Valentina, Viléma a po chvíli opět viditelného Petra, který se Helence chce ukázat v boji, zapojí se do souboje Alexandra i Alík. Po jejich vítězství Alexandra prozradí svému otci, že Alík je jeho ztracený syn Alexandr. Helenka se tak může vdát za Petra, protože hrabě Vilém už nezůstane sám, když našel svého syna.
Uzdravený Krištof přijel na královský hrad a rozmlouvá s králem. Král mu sděluje, že je to už déle než týden, co Valentin, Vilém a Petr odjeli. Krištof naznačuje králi, že možná bylo unáhlené, když mu dal panství po svém bratrovi, na které by měly nárok děti vévody Gastona, král ale Krištofa ujišťuje, že oba mají ještě svá panství. Krištof se královi svěřuje, že se mu líbí Agnes. Agnes přichází za králem prosit o milost pro svého bratra, Krištof se proto skryje. Král Agnes řekne, že její bratr je volný a ptá se jí, jestli potkala nějakého muže. Ona odpovídá, že ano, ale že na její příkaz na ní už zapomněl. Krištof vychází ze svého úkrytu a řekne Agnes, že na ni nemůže zapomenout.
Gaston se snaží zabít krále, když se objeví Gastonova dcera Agnes s Krištofem. Gaston si uvědomí, že má svoji dceru rád, takže kouzlo, s jehož pomocí se chtěl dostat k moci, se obrátí proti němu a zničí ho. Kouzelníka Otóna se ujme lesní žena Maruna.
Kouzelník Otón a lupiči jsou odvedeni na královský hrad. Valentin se obává, že Gaston připravuje něco dalšího, ale král ho uklidní, že Gaston se rozplynul jakou kouř. Kouzelník Otón se pošklebuje, že Gastona varoval. Na hrad přijede komorná hraběte ze Salmu, kterou už to doma samotnou nebavilo, a hrabě Vilém jí představuje Alíka jako svého syna. Komorná prohlašuje, že pořád věděla, že z tak hezkého děťátka se nemohlo stát podsvinče. Na hrad přispěchá i lesní žena Maruna varovat krále, že mu hrozí nebezpečí (přichází pozdě). Protože král neví, co udělat s Otónem, lesní žena Maruna se ho ujímá.
Princ Valentin chce připravit souboj jako slavnost, ale král si přeje, aby už meče přestaly zvonit.

## Obsazení
| Vilém Udatný           | princ Valentin              |
| Kateřina Březinová     | Alexandra                   |
| Jan Čenský             | Krištof                     |
| Jitka Schneiderová     | Helenka                     |
| Josef Somr             | král                        |
| Martin Štěpánek        | hrabě Vilém ze Salmu        |
| Jaroslava Obermaierová | komorná hraběte ze Salmu    |
| Bořivoj Navrátil       | vévoda Gaston, králův bratr |
| Viktor Preiss          | kouzelník Otón              |
| Jiří Strach            | Alík                        |
| Jiří Pomeje            | Hugo, velitel lupičů        |
| Blažena Holišová       | lesní žena Maruna           |